# Chiesa di Santa Chiara (Brindisi)
La chiesa di Santa Chiara, o Ex Convento di Santa Chiara, o Ex Conservatorio di Santa Chiara è stato un edificio di culto cattolico situato a Brindisi, nel centro storico della città, vicino alla Biblioteca pubblica Arcivescovile Annibale De Leo e al Museo Archeologico F. Ribezzo
Oggi l'intera struttura dell'ex Convento di Santa Chiara è sede di diversi eventi culturali, ospita un'associazione culturale la quale realizza attività legate al mondo della musica, l'arte e l'innovazione sociale.
All'interno dell'ex chiesa, in particolare, il Comune di Brindisi, insieme a diversi partner locali, grazie la vincita di un bando promosso dal Centro per il Libro e la Lettura (Cepell) e da ANCI, ha aperto la nuova Biblioteca del Vicolo, una biblioteca comunale fondata sulla condivisione: ogni cittadino può donare libri usati in buono stato e prenderne altri in prestito, creando così un circolo virtuoso di lettura e scambio.
Oltre al servizio di prestito, la biblioteca ospiterà eventi culturali, incontri con autori, laboratori di lettura e attività didattiche, coinvolgendo scuole, associazioni e realtà locali. L’obiettivo è quello di promuovere.

## Storia
Fu la volontà dell'arcivescovo Bernardino de Figueroa a rendere possibile l'edificazione della chiesa di Santa Chiara ed annesso monastero di cappuccine che condussero vita claustrale sino al loro trasferimento in Santa Maria degli Angeli fra 1619 e 1622.   
Dopo il 1622, funzione prevalente del complesso fu quella di orfanotrofio femminile; a questa l'arcivescovo De Rossi (1764-78) volle aggiungere l'altra di ricovero per donne 'perdute'. Nell'occasione il monastero fu diviso in due parti alzando un muraglione. 
Per pochi giorni, inagibile la Cattedrale, fra il 21 e il 24 febbraio del 1743 ne rilevò le funzioni, dal 25 infine trasferite in Santa Maria degli Angeli.
Durante l'episcopato di Annibale De Leo (1797- 1814), nell'orfanotrofio fu avviato un progetto di istruzione professionale femminile: maestre nel campo del tessile furono chiamate da varie regioni meridionali e furono acquistati telai e filatoi. 
Il 13 giugno 1789, per regia determinazione, fu stabilito che le esposte, sino ad allora inviate allo "spedale” di Lecce, fossero allevate da nutrici di Brindisi dietro corresponsione di 10 carlini al mese. Giunte a 5 anni le bambine sarebbero state ammesse in Santa Chiara. 

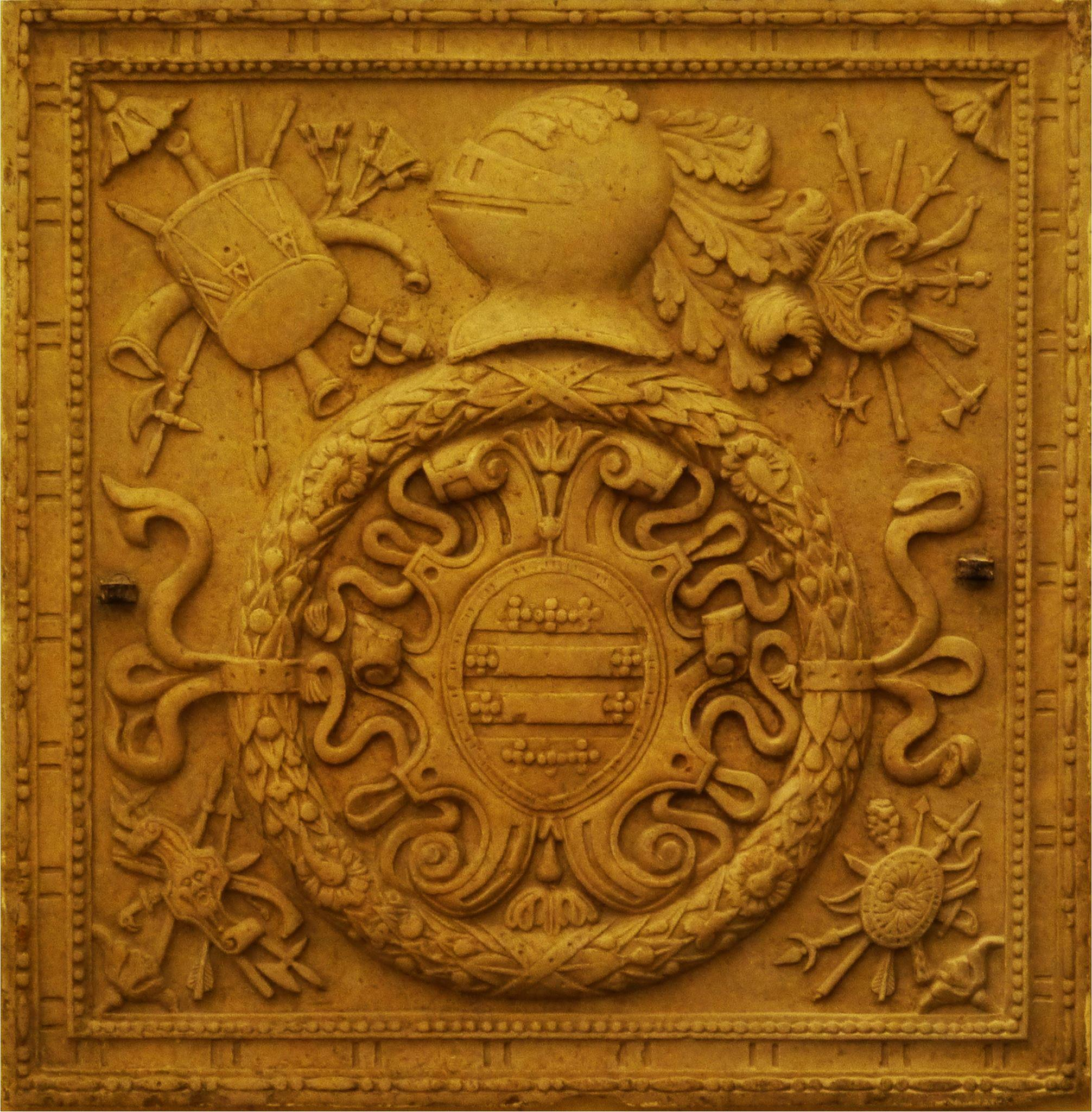

All'istituzione venivano assegnati 400 annui ducati sulle rendite della regia vacante badia di Sant'Andrea dell'Isola incaricando al tempo lo stesso l'arcivescovo e l'arcidiacono De Leo, di fare introdurre in quel conservatorio lavori di bambace per facilitare così un altro mezzo di sussistenza a quelle fanciulle. Nella stessa circostanza si dispose che alle esposte ed orfane fossero annualmente riservati uno dei tre maritaggi, di 50 ducati, assegnati dai teresiani e uno dei quattro, di 25 ducati, dispensati dagli scolopi. La proprietà del complesso, dopo l'unità d'Italia, in conseguenza dei noti provvedimenti eversivi, passò al comune di Brindisi. Vi ebbero allora sede la Congregazione di Carità e il dipendente orfanotrofio femminile. Questo, nell'ultimo quarto del secolo, permanendo negli stessi locali, fu affidato in gestione alle suore vincenziane in Brindisi dal 1879. Durante la seconda guerra mondiale le orfane sono state trasferite in Ostuni ed i locali di Santa Chiara utilizzati dalle truppe tedesche. Al termine del conflitto le vincenziane ritennero opportuno utilizzare quale sede dell'istituzione il palazzo De Marco in cui erano dal 1887 e che per l'occasione fu ristrutturato in modo radicale. In seguito, il complesso di Santa Chiara è stato utilizzato prima quale sede E.C.A. e del pubblico dormitorio, poi, più recentemente, del Centro Sociale Contro l'Emarginazione Giovanile.  

### Ristrutturazioni
L'arcivescovo Diego Planeta (1841-9) promosse poi, come ricorda un'epigrafe in sito, una radicale ristrutturazione dei fabbricati. I recenti interventi di restauro relativi sono stati portati avanti al fine di garantirne l'idoneità all'immobile dal punto di vista statico-strutturale e la funzionalità degli spazi, con il superamento delle barriere architettoniche. Sono state inoltre consolidate le coperture a volta, ricostruite le coperture non storiche pericolanti e installati nuovi impianti elettrico, idrico-sanitario e termico, antincendio e antintrusione. Lo storico giardino è stato bonificato, conservate ed implementate le piantumazioni esistenti.

## Descrizione

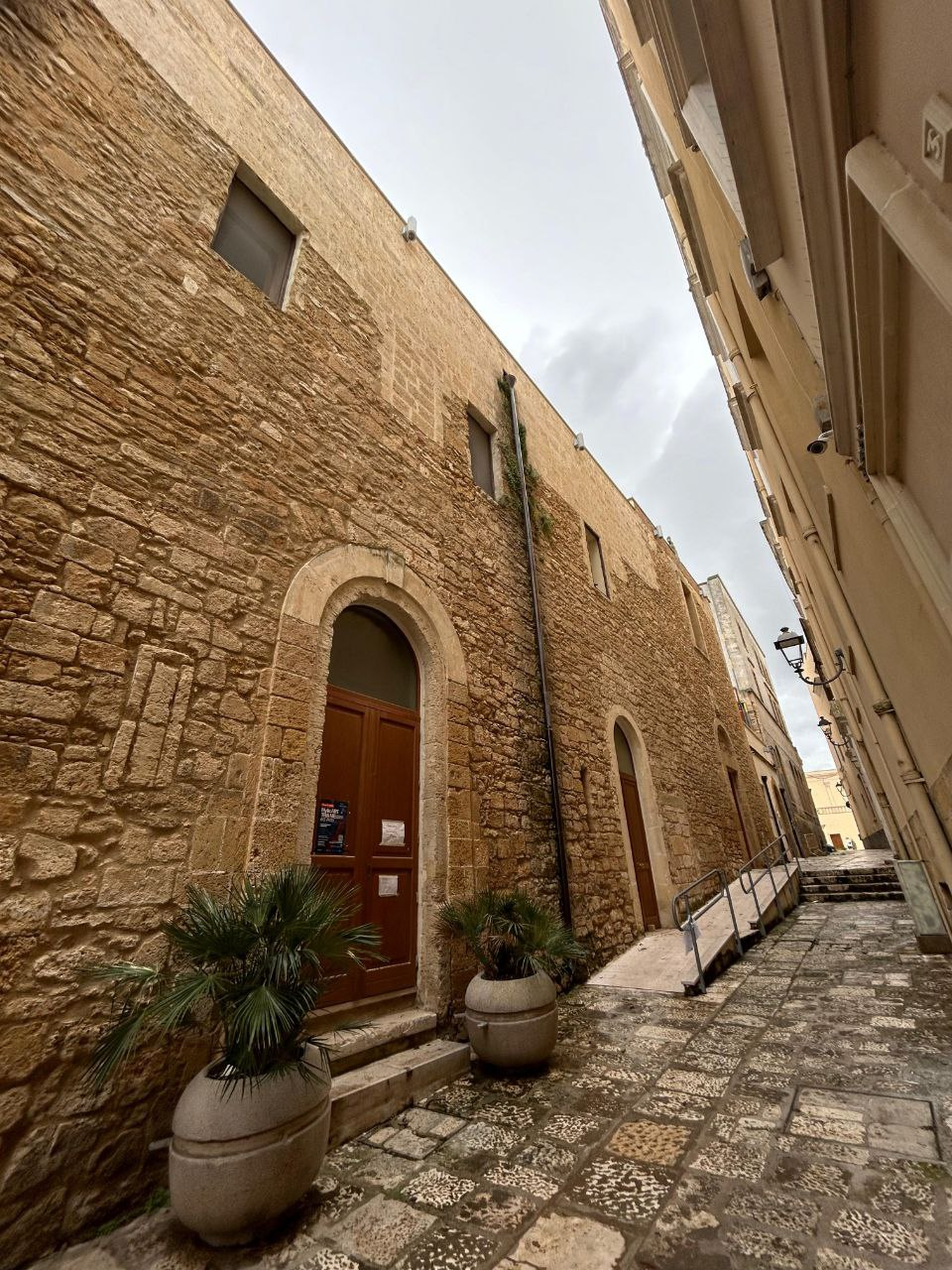
Chiesa di Santa Chiara

La chiesa del conservatorio di S. Chiara è da tempo sconsacrata. Sulla facciata è posto lo stemma di Bernardino de Figueroa che ne volle la costruzione. All'interno, a sinistra dell'ingresso, vi è un'epigrafe sepolcrale, originariamente posta sul pavimento, con stemma di Rodrigo de Valdés, castellano del Castello Grande di Brindisi dal 1584 o 1585 e morto nel 1586. La chiesa di Santa Chiara è descritta nelle visite pastorali del Cinquecento e Seicento come una struttura semplice con un'unica navata. All'interno, oltre all'altare maggiore, vi erano tre tele raffiguranti rispettivamente San Francesco, il Santissimo Crocifisso e Santa Chiara. A destra dell'altare maggiore erano collocati gli altari dell'Immacolata Concezione e della Pietà, mentre a sinistra si trovava una cappella dedicata alla Madonna. Il coro era posizionato sopra l'ingresso della chiesa, mentre a destra dell'altare maggiore si ergeva un pulpito ligneo utilizzato per le prediche e le letture durante le funzioni religiose. 